# Temelaki Dimitrov
Temelaki Dimitrov (in bulgaro Темелаки Димитров?; ... – febbraio 2007) è stato un cestista bulgaro.

## Carriera
Con la Bulgaria ha disputato tre edizioni dei Campionati europei (1967, 1969, 1975).